# Von der Heydt (Saarbrücken)

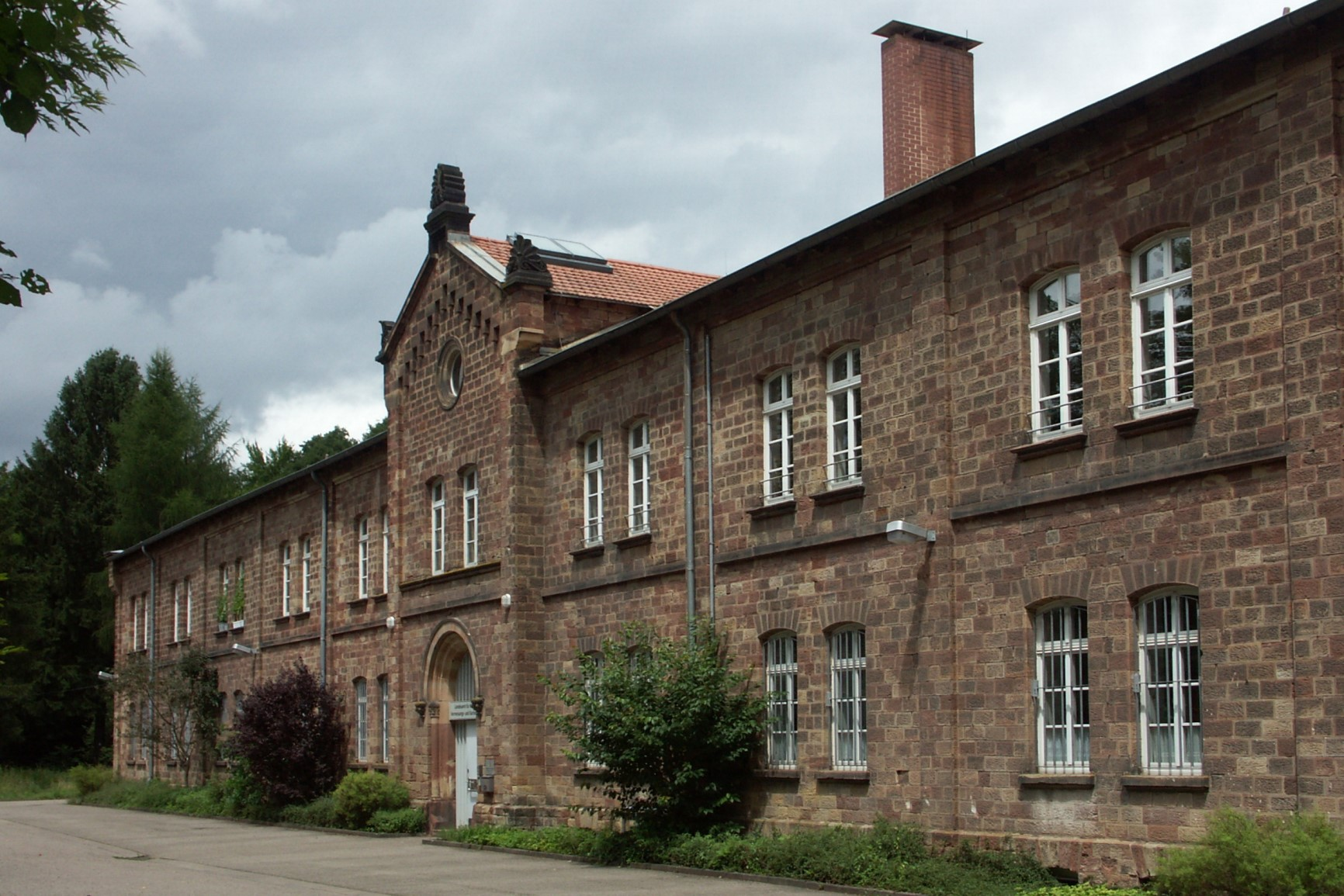
Ehemaliges Schlafhaus der Grube Von der Heydt

Von der Heydt ist eine Siedlung und ein Distrikt der Stadt Saarbrücken im Saarland. Die Siedlung entstand an der zwischen 1850 und 1932 betriebenen Kohlengrube Von der Heydt und liegt im Saarkohlenwald zwischen dem Saarbrücker Distrikt Rastpfuhl im Süden und der Gemeinde Riegelsberg im Norden.

## Bergbau

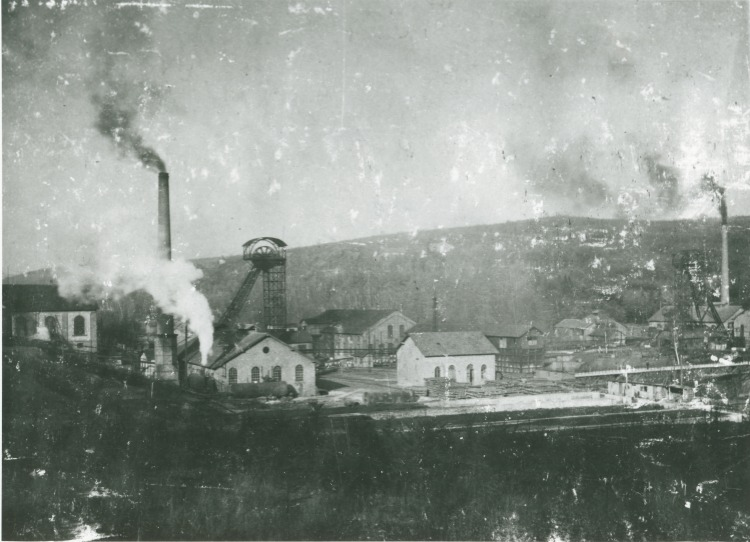
Grube Von der Heydt (Saarbrücken)

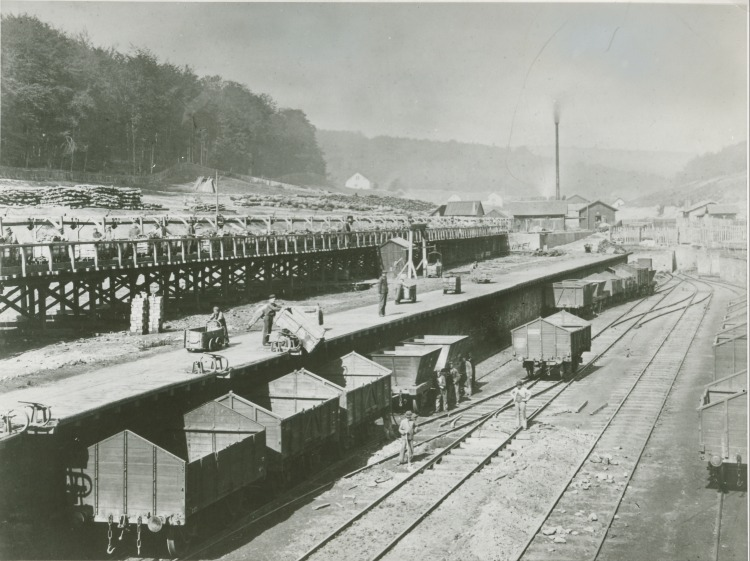
Grubenbahnhof Von der Heydt (1865)

Die Grube – benannt nach dem Bankier und preußischen Handels- und Finanzminister August Freiherr von der Heydt (1801–1874) – entstand 1850 und wird den sogenannten Eisenbahngruben zugerechnet, die der Preußische Bergfiskus bei der Erschließung des Saarreviers durch die Saarbrücker Eisenbahn erbaute. 1852 erhielt die Grube einen Bahnanschluss nach St. Johann-Saarbrücken.
Im oberen Burbachtal, dem Standort der Grube, war mindestens seit 1770 Kohlenbergbau betrieben worden. 1850 wurde der nach Nordwesten führende, circa 1,3 Kilometer lange Von-Heydt-Stollen angeschlagen. In diesem Stollen wurde 1862 erstmals in Europa die horizontale Seilförderung eingesetzt; zuvor war mit Pferden gefördert worden. Der 1853 in Angriff genommene Lampenneststollen diente der Förderung der Grube Lampennest, nördlich des Burbachtals bei Güchenbach (heute zu Riegelsberg) gelegen. Zwischen 1855 und 1862 wurde der rund 2,3 Kilometer lange Burbach-Stollen im Gegenortvortrieb aufgefahren; er stellte die Verbindung zum Steinbachtal im Osten her. Am Burbach-Stollen entstanden die Kirchheckschächte und die Steinbachschächte. Zwischen 1865 und 1869 kam im Burbach-Stollen ebenfalls die Seilförderung zum Einsatz; zwischen 1873 und 1917 wurden die Kohlen mit einer Kettenbahn transportiert. 1885 beschäftigte die Grube 2.777 Bergleute; es wurden über 700.000 Tonnen Kohle gefördert.
Zwischen 1884 und 1886 wurde der Schacht Amelung I (benannt nach dem Berghauptmann Karl Gustav Amelung, 1818–1866) abgeteuft; damit ging die Grube Von der Heydt sehr spät vom Stollenbau zum Tiefbau über. Mit dem Schacht Amelung II folgte 1899 ein zweiter Förderschacht. Im Osten des Grubenfeldes entstand ab 1901 der Wetterschacht Neuhaus I.
Ab 1920 stand die Grube infolge des Versailler Friedensvertrages unter französischer Verwaltung. Im Ortsteil Rastpfuhl wurde 1922 ein weiterer Wetterschacht, der Pasteur- oder Südschacht abgeteuft. Mit der Stilllegung der Amelung- und Steinbachschächte 1932 während der Weltwirtschaftskrise endete die Zeit Von der Heydts als selbstständiges Bergwerk.
1951 wurden die Amelungschächte gesümpft und bis 1963 als ausziehende Wetterschächte der Grube Viktoria in Püttlingen genutzt. Beim Bau des Ludwigsstollens, des Verbundstollens zwischen den Gruben Luisenthal und Jägersfreude, dienten die Amelungschächte 1963 zur Bewetterung, Seilfahrt und für den Materialtransport.
Nach der endgültigen Stilllegung der Grube 1965 wurden die Tagesanlagen weitgehend abgerissen. Erhalten blieben das Fördermaschinenhaus am Schacht Amelung I, ein Magazingebäude von 1885/1886 sowie das Zechenhaus am Schacht Amelung II, das Anfang der 1950er Jahre bei der Reaktivierung der Grube als Verwaltungsgebäude und Kaue erbaut wurde. Des Weiteren ist das um 1870 entstandene Bahnhofsgebäude erhalten. Der Bahnhof war bis Oktober 1959 im Personenverkehr bedient worden; bis Ende der 1990er Jahre wurde die in Von der Heydt vorhandene Spitzkehre zum Überstellen von Güterwagen in das Ausbesserungswerk Saarbrücken-Burbach genutzt.

## Siedlung

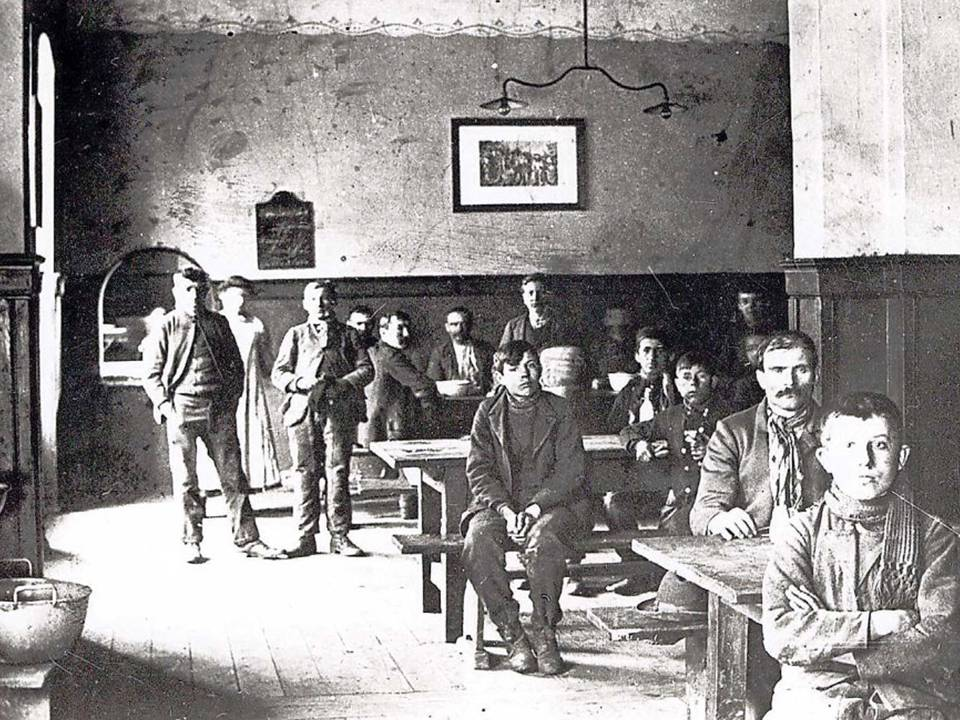
Speisesaal des Schlafhauses (1905)

Mitte des 19. Jahrhunderts übernachteten zahlreiche Bergleute der Grube Von der Heydt von Montag bis Samstag in Grubengebäuden, da ihre Heimatdörfer bis zu 30 Kilometer entfernt waren. Für diese Bergarbeiter bürgerten sich die Begriffe „Saargänger“, „Ranzenmänner“ oder „Hartfüßer“ ein; auf ihrem Arbeitsweg benutzten sie häufig Bergmannspfade; oft schnurgerade verlaufende Pfade zwischen der Grube und den umliegenden Dörfern. Einem Bericht aus dem Jahr 1854 zufolge nächtigten 160 Arbeiter auf Strohsäcken und waren dabei so zusammengedrängt, dass „nicht jeder dieser Leute dieses ärmliche Lager benutzen kann“. Ab 1855 konnten 400 der 1583 auf der Grube Von der Heydt beschäftigten Bergarbeiter in zwei provisorischen Schlafschuppen übernachten. 1856 wurde die Bergmannskolonie Pflugscheid gegründet; heute ein Teil der Gemeinde Riegelsberg.
Eine Siedlung zur Unterbringung der Bergarbeiter und Beamten neben der Grube entwickelte sich ab den 1870er Jahren. 1875 wurde das Schlafhaus I fertiggestellt; ein zweigeschossiger Bau mit einer Grundfläche von 70 auf 19 Metern, einer Sandsteinfassade und einem die Symmetrie des Gebäudes betonenden Mittelrisalit, das Unterkunft für 250 Saargänger bot. Das für rund 250.000 Mark errichtete Gebäude gilt als Prototyp der „Repräsentativen Schlafkaserne“, der in ähnlicher Form auf weiteren Saargruben errichtet wurde. Zwischen 1886 und 1890 wurde ein zweites Schlafhaus für 288 Bergarbeiter erbaut.

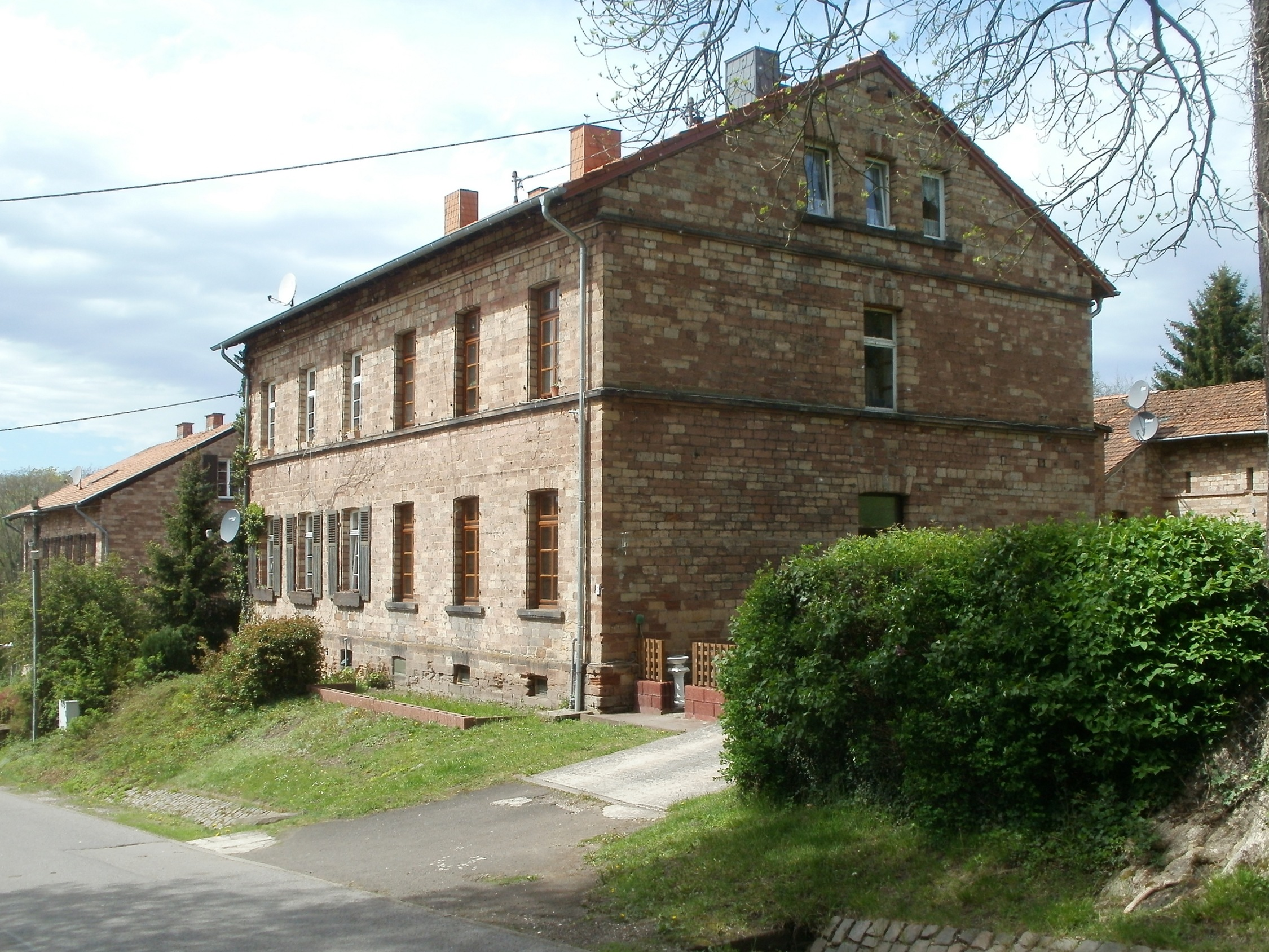
Vierfamilienhaus aus Sandstein von 1870/75

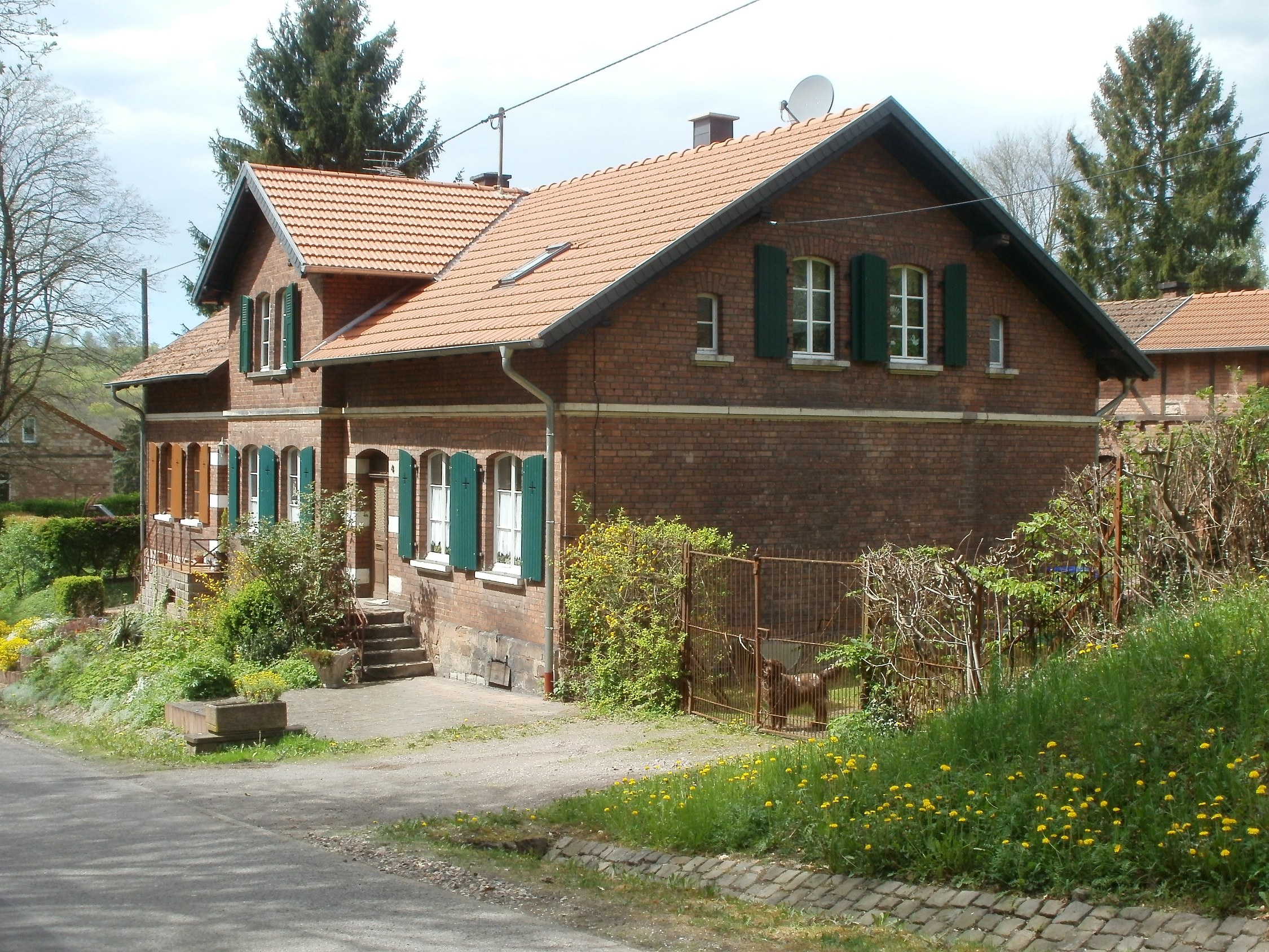
Beamtendoppelhaus aus Backstein von 1890

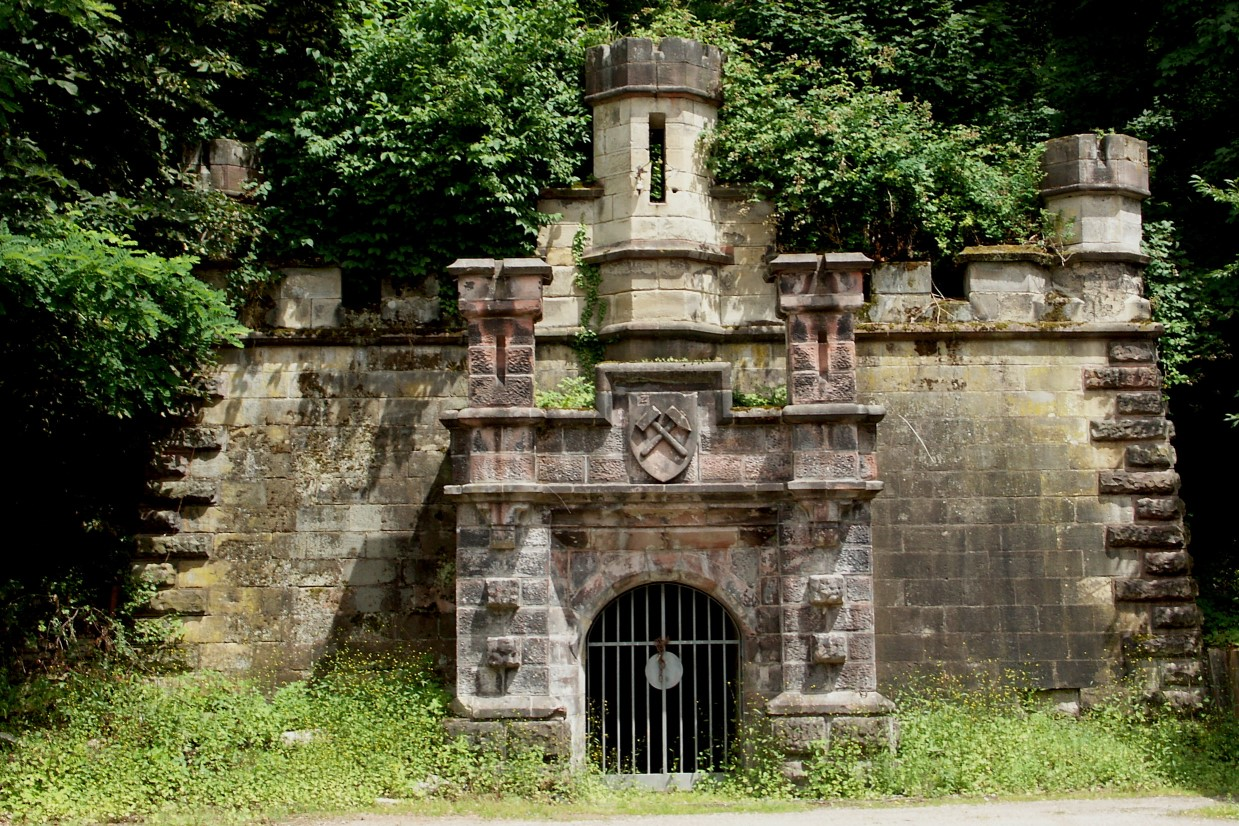
Eingang zum ehemaligen Bierkeller beim Schlafhaus

Zwischen 1870 und 1905 entstand am Osthang des Burbachtales eine Beamtensiedlung, die mit ihren unterschiedlichen Haustypen die Hierarchie der Grubenbeamten widerspiegelt: Dem Grubendirektor stand seit 1905 eine Villa inmitten einer parkähnlichen Anlage zur Verfügung. Obersteigern waren massive, zweigeschossige Sandsteinbauten für zwei Familien vorbehalten. Für einfache Beamte wurden eingeschossige Häuser aus roten Ziegelsteinen errichtet, die sich in ihrer Ausstattung von den Prämienhäusern der Bergmannskolonien abhoben, aber wie die Arbeiterhäuser über ein Ökonomiegebäude verfügten, das die Haltung von Nutztieren ermöglichte.
Zur Versorgung der auf der Grube übernachtenden Arbeiter wurde 1868 ein Konsumverein gegründet. Im Schlafhaus I war seit 1876 ein „Beamtenkasino“ mit Ausschank-, Lese- und Billardzimmer eingerichtet. Des Weiteren waren eine Kegelbahn, ein kleiner Musikpavillon für Sonntagskonzerte und ein so genannter Bierkeller vorhanden. Der Eingang zum Bierkeller lehnt sich in seiner Architektur an ein Stollenmundloch an und wird zu den „am reichsten gestalteten des Deutschen Bergbaus“ gezählt.
1905 zählte die Siedlung einschließlich der Schlafhausbewohner 595 Einwohner; für die ab 1906 eine Badeanstalt zur Verfügung stand. Auch auf die Initiative des Grubendirektors in Von der Heydt ging die 1907 eröffnete Überlandstraßenbahn von St. Johann über Riegelsberg nach Heusweiler zurück. Eine Haltestelle am Heinrichshaus, etwa 800 Meter östlich der Grube, erleichterte Bergarbeitern aus dem Köllertal den Weg zur Arbeit.
Während des Völkerbund-Mandats über das Saargebiet (1920–1935) bestand in der Siedlung eine Domanialschule.

## Nachnutzung
Nach der Stilllegung der Grube 1932 etablierte sich im vormaligen Beamtenkasino eine Ausflugsgaststätte mit einem Biergarten, die bis in die 1980er Jahre Bestand hatte. Ab 1939 gehörte die Siedlung zur neugebildeten Gemeinde Riegelsberg. Nach der Machtübertragung an die Nationalsozialisten 1933 waren die Schlafhäuser ein Lager für Flüchtlinge aus dem Deutschen Reich, bis das Saargebiet 1935 an Deutschland angeschlossen wurde. Das Lager wurde von der Saarländischen Friedensgesellschaft und der Liga für Menschenrechte im Saargebiet geleitet und diente Emigranten als Durchgangslager auf dem Weg nach Frankreich. Heinrich und Marta Rodenstein lebten hier 1933/1934, bevor sie im Januar 1935 ins französische Exil gingen.
Nach 1935 war in den Schlafhäusern eine „Kaderschule“ untergebracht. Während des Zweiten Weltkrieges wurden die Schlafhäuser als Lager für Ostarbeiter genutzt, die in den umliegenden Gruben Zwangsarbeit verrichten mussten. Ein Teil der Zwangsarbeiter sowie einige im Lager geborene Kinder kamen zu Tode; sie wurden in Riegelsberg bestattet.
Pläne der Saarbergwerke zur Erweiterung der Siedlung scheiterten 1968, da Bergschäden befürchtet wurden, die Abwasserentsorgung unzureichend war und das Geländeklima im engen Tal ungünstig war. 1969 wurde das Schlafhaus II teilweise abgerissen; erhalten blieb ein Gebäudeflügel, in dem seit 1923 eine katholische Kapelle untergebracht war. Mit der Gebiets- und Verwaltungsreform im Saarland 1974 kam Von der Heydt aus der Gemeinde Riegelsberg (Gemarkung Güchenbach) zur Landeshauptstadt Saarbrücken (Gemarkung Malstatt-Burbach) und bildet den Distrikt 244 im Stadtteil Burbach. Der Distrikt hat eine Fläche von 455 ha (4,55 km²); davon sind 89,2 % Wald.
Ein von den Saarbergwerken angestrebter Verkauf der Siedlung an die Stadt Saarbrücken kam nicht zustande. In der zweiten Hälfte der 1970er Jahre wurden Siedlungshäuser auf der westlichen Talseite abgerissen; die Zahl der Bewohner sank von 288 (1970) über 100 (1988) auf 73 (November 2008). Die geplante Aufgabe der gesamten Siedlung führte zu Protesten der Bewohner, in deren Folge Von der Heydt 1985 unter Denkmalschutz gestellt wurde. Laut Landesdenkmalamt handelt es sich um eine „[w]ichtige authentisch erhaltene Bergbausiedlung bestehend aus Schlaf- und Mietshäusern einschließlich der zugehörigen Nebengebäude“; besonders hervorgehoben wird der Eingang zum Bierkeller. Die Schlafhäuser werden in der Gegenwart vom saarländischen Landesamt für Vermessung, Geoinformation und Landentwicklung sowie durch den Landesbetrieb SaarForst genutzt.